# Travon Walker
Yury Travon Walker (geboren am 18. Dezember 2000 in Thomaston, Georgia) ist ein US-amerikanischer American-Football-Spieler auf der Position des Outside Linebackers. Er spielte College Football für die Georgia Bulldogs und gewann mit den Bulldogs das College Football Playoff National Championship Game der Saison 2021. Im NFL Draft 2022 wurde er von den Jacksonville Jaguars als Gesamterster ausgewählt.

## College
Walker besuchte die Upson-Lee High School in seiner Heimatstadt Thomaston, Georgia, und spielte dort erfolgreich Football und auch Basketball. Er galt als einer der besten Footballspieler seines Highschooljahrgangs und nahm am All-American Bowl teil. Walker wurde an der Highschool auch als Tight End und als Runningback eingesetzt.
Ab 2019 ging Walker auf die University of Georgia, um College Football für die Georgia Bulldogs zu spielen. Als Freshman kam er in 12 von 14 Spielen als Rotationsspieler zum Einsatz und konnte dabei mit 15 Tackles, davon 3,5 für Raumverlust, und 2,5 Sacks überzeugen. Bei der Partie gegen die Auburn Tigers gelang ihm bei Fourth Down ein Sack gegen Quarterback Bo Nix, der Georgia den 21:14-Sieg sicherte. Nachdem er 2019 als Defensive Tackle eingesetzt worden war, spielte Walker 2020 als Defensive End und war wiederum Ergänzungsspieler. In der aufgrund der COVID-19-Pandemie verkürzten Saison blieb er in neun Spielen mit 13 Tackles, davon zwei für Raumverlust, sowie einem Sack eher unauffällig.
In der Saison 2021 stand Walker in allen 15 Spielen als Defensive Tackle von Beginn an auf dem Feld. Er erzielte 37 Tackles, davon 7,5 für Raumverlust, und sechs Sacks. Walker zog mit den Bulldogs in das College Football Playoff National Championship Game ein, das sie mit 33:18 gegen die Alabama Crimson Tide gewannen. Dabei verzeichnete er drei Tackles und einen Sack. Anschließend gab Walker seine Anmeldung für den NFL Draft 2022 bekannt.

## NFL
Im NFL Draft 2022 wurde Walker als Gesamterster von den Jacksonville Jaguars ausgewählt. Bei den Jaguars wechselte Walker auf die Position des Outside Linebackers, nachdem er zuvor am College als Defensive Tackle gespielt hatte. Bei seinem NFL-Debüt gegen die Washington Commanders in Woche 1 verzeichnete Walker vier Tackles, einen Sack und eine Interception. Insgesamt gelangen ihm als Rookie 3,5 Sacks. In seinem zweiten Jahr in der NFL konnte Walker sich deutlich steigern und erzielte zehn Sacks, zudem eroberte er einen Fumble.

### NFL-Statistiken
| Saison                             | Saison | Spiele | Spiele      | Tackles | Tackles | Tackles | Tackles | Interceptions | Interceptions | Interceptions | Interceptions | Interceptions | Fumbles | Fumbles | Fumbles |
| Jahr                               | Team   | Spiele | als Starter | Gesamt  | Solo    | Ast     | Sacks   | PD            | INT           | Yds           | Lng           | TD            | FF      | FR      | TD      |
| ---------------------------------- | ------ | ------ | ----------- | ------- | ------- | ------- | ------- | ------------- | ------------- | ------------- | ------------- | ------------- | ------- | ------- | ------- |
| 2022                               | JAX    | 15     | 14          | 49      | 24      | 25      | 3,5     | 2             | 1             | 9             | 9             | 0             | 1       | 0       | 0       |
| 2023                               | JAX    | 17     | 17          | 52      | 27      | 25      | 10,0    | 2             | 0             | 0             | 0             | 0             | 0       | 1       | 0       |
| 2024                               | JAX    | 17     | 17          | 61      | 31      | 30      | 10,5    | 1             | 0             | 0             | 0             | 0             | 2       | 1       | 1       |
| Gesamt                             | Gesamt | 49     | 48          | 162     | 82      | 80      | 24,0    | 5             | 1             | 9             | 9             | 0             | 3       | 2       | 1       |
| Quelle: pro-football-reference.com |        |        |             |         |         |         |         |               |               |               |               |               |         |         |         |